# Diplomystidae
I Diplomystidae sono una famiglia di pesci ossei d'acqua dolce appartenenti all'ordine Siluriformes.

## Distribuzione e habitat
L'areale della famiglia comprende la parte meridionale del Sudamerica, in Cile e Argentina.

## Descrizione
Questi siluriformi portano un solo paio di barbigli sulla mascella superiore, che è sviluppata e dotata di denti. Pinna dorsale breve con una spina robusta nella parte anteriore. Una spina è presente anche nelle pinne pettorali. È presente e ben sviluppata la pinna adiposa.
Sono pesci di dimensioni medio piccole: Olivaichthys viedmensis è la specie più grande e supera i 30 cm.

## Specie
- Genere Diplomystes
  - Diplomystes camposensis
  - Diplomystes chilensis
  - Diplomystes nahuelbutaensis
- Genere Olivaichthys
  - Olivaichthys cuyanus
  - Olivaichthys mesembrinus
  - Olivaichthys viedmensis[2]